# Lufia
Lufia, conhecida como Estpolis Denki (エストポリス伝記, oficialmente traduzido como Biography Estpolis)no Japão, é uma série de RPG eletrônico criada pela Neverland Co. (Excluindo o The Ruins of Lore, que foi desenvolvido pela Atelier Double). Os jogos são publicados pela Taito no Japão, e pela Natsume ou Atlus nos EUA. Como os jogos são tradicionais RPG's em 2D, eles possuem elementos de vários outros gêneros de jogos, incluindo Ação-Aventura, Monster collecting (Captura e uso de criaturas) e Puzzle. A série consiste atualmente por quatro jogos, uma trilogia e uma história lateral.

## Cronologia
A cronologia da série em relação aos jogos se estende por séculos, começa com a derrota dos Sinistrals em Lufia II: Rise of the Sinistrals. 20 anos depois, ocorrem os eventos de Lufia: Ruins of Lore. Os Sinistrals retornam em Lufia & The Fortress of Doom, 79 anos depois (99 após sua primeira derrota por Maxim). E termina com a derrota final dos sinistrals em Lufia: Legend Returns que ocorre 101 anos após The Fortress of Doom (ou 200 anos após Rise of the Sinistrals).

## Jogos
- Lufia & The Fortress of Doom: Super Famicom (1993)
- Lufia II: Rise of the Sinistrals: Super Famicom  e Super Nintendo (1996)
- Lufia: The Legend Returns: Game Boy Color (2000)
- Lufia: The Ruins of Lore: Game Boy Advance (2002)(spin-off)
- Lufia: Curse of the Sinistrals: Nintendo DS (2010)

## Jogos cancelados
- Lufia: Ruins Chaser
- Lufia: Beginning of a Legend

## Recepção
| Jogo                             | Metacritic    | Game Rankings |
| -------------------------------- | ------------- | ------------- |
| Lufia & the Fortress of Doom     | NA            | 70.5%         |
| Lufia II: Rise of the Sinistrals | NA            | 85.0%         |
| Lufia: The Legend Returns        | NA            | 66.7%         |
| Lufia: The Ruins of Lore         | 76 out of 100 | 70.0%         |